# Eugenio Aguilar
Pour les articles homonymes, voir Aguilar.
Eugenio Aguilar (né à Santiago Nonualco, au Salvador, le 15 novembre 1804, et mort à San Salvador, au Salvador, le 23 avril 1879) est un médecin et homme politique salvadorien. Il est président de la République du Salvador à deux reprises : du 21 février au 12 juillet 1846 et du 21 juillet 1846 au 1er février 1848.

## Biographie
Il est le fils posthume de José Antonio Aguilar et de Juana de González y Batres.
Orphelin de père, il est envoyé à San Salvador en 1812 pour faire ses études d'humanités au couvent de San Francisco, situé aujourd'hui à l'emplacement du marché Ex-Cuartel, sous la tutelle de ses oncles paternels, les prêtres Nicolás, Vicente et Manuel Aguilar.
En 1818, il se rend au Guatemala où il étudie la philosophie au Tridentino College et obtint son doctorat en médecine et chirurgie de l'Université de San Carlos du Guatemala en 1838.
Il revint au Salvador et épouse Dolores Padilla y Castillo le 8 avril 1838.
En 1839, il est élu maire de San Salvador. L'année suivante, il devient chirurgien-major de l'armée fédérale, poste qu'il occupe jusqu'en 1844. Il est professeur de médecine, puis ,entre 1843 et 1845, devient recteur de l'université du Salvador.
En 1843, il est envoyé par le gouvernement du Salvador au Guatemala pour régler des affaires économiques et politiques, et empêcher le déclenchement d'une possible guerre. Il est très bien reçu au Guatemala, mais aucune de ses demandes n’est acceptée. Après 12 jours  au Guatemala, il retourne au Salvador.
Il est par ailleurs corédacteur du journal El Salvador Regenerado entre 1845 et 1846.

## Présidence

### Nomination
Le 5 février 1846, les chambres législatives se sont réunies, et ont proclamé la tenue d'une assemblée générale pour le 6 février présidée par le député Anselmo Paiz. La première session à pour objectif d'élire un président. Plusieurs candidatures, issus de milieux divers, sont présentées, et amène à une division de l'opinion publique. Les chambres élisent Eugenio Aguilar.
Aguilar, ne se croyant pas apte à commander et croyant ne pas avoir les 8000 pesos exigés par l'article 11 de la constitution, démissionne de ses fonctions le 17 février. Mais une commission spéciale composée des députés Lousel, Escolán et Velado se prononce contre sa démission le 19 février et l'assemblée générale suit cet avis. Il prend ses fonctions le lendemain.

### Premier mandat
Il reçoit la présidence 21 février 1846 du sénateur Fermín Palacios . Il nomme Francisco Dueñas au poste de ministre des Relations et de la Gouvernance, et nomme José María San Martín au poste de ministre des Finances et de la Guerre.
Le 5 mars, l'Assemblée générale publie un décret laissant le commandement général à la charge du président.
Le 20 mars, les chambres décrètent que le président ferait une tournée à travers l'État pour connaître les besoins et les demandes de la population, afin qu'il agir au mieux. Le même jour, des émigrants du Honduras et du Nicaragua placés sous le commandement du bandit Bernabé Somosa attaqué les forces salvadoriennes dans le port de La Unión et ont saisi un navire appelé Velóz, propriété de l'État. Ils se sont rendus au Nicaragua et ont ensuite débarqué et pris d'assaut le port d'El Realejo. Dès qu’ils ont été relâchés par les ravisseurs, dans le port d’El Realejo, le capitaine William Yates est revenu avec le navire à La Unión. Cet événement a été utilisé par les opposants au gouvernement du Salvador, qui ont accusé de complicité le président Aguilar, afin d'affirmer que l'union de l'Amérique centrale était impossible. Le gouvernement du Nicaragua a protesté contre le gouvernement salvadorien et demandé des explications. Le ministre et futur président José María San Martín a montré que le gouvernement n'avait aucune implication dans les faits concernant Somosa, avançant une série de documents en guise de preuves. Le gouvernement a publié par la suite un décret interdisant l'entrée de personnes ne possédant pas de passeports de leurs gouvernements respectifs, et la présence de personnes sur le territoire sans l'autorisation du gouverneur de leur département.
Après l'incident, le gouvernement s'est focalisé sur le développement du pays. Pour stimuler la croissance des exportations, ils ont mis en valeur des terres propices à la culture du café ; Cela a suscité un intérêt pour la culture du café dans le pays. Des dispositions importantes ont été prises dans le secteur de la justice et des finances et une commission a été nommée pour liquider la dette publique. L’éducation a été développée avec l’installation de chaires de mathématiques et de grammaire espagnole sous la direction du Manuel Muñoz, et des écoles de lettres ont été ouvertes suivant le système Lancaster. La route reliant le port de La Union à l’intérieur du pays a été améliorée.
À cette époque, Mgr Jorge de Viteri y Ungo critiquait le gouvernement libéral et attaquait le gouvernement du président Aguilar. L'évêque a d'ailleurs initié une émeute à San Salvador .
Le 12 juillet 1846, confronté à l'opposition de son état-major, il laisse la présidence au sénateur Fermín Palacios.

### Second mandat
Le 21 juillet 1846, il reçoit à nouveau la présidence de Fermín Palacios. Le 29 juillet 1846, par décret exécutif, il interdit le retour de l'évêque catholique de San Salvador, Jorge de Viteri y Ungo, l'expulsant du territoire salvadorien en l'accusant de complicité dans les émeutes de la capitale.
Viteri se réfugie au Honduras, où il soutient Francisco Malespín pour prendre la présidence du Salvador. Avec les ressources réunies auprès du commandant Goyenaga de Nacaome et du commandant de Tegucigalpa, Bernardo Lara, Malespín rassemble des habitants des villes de Sensenti et de Guarita et attaque Chalatenango. En réponse à cette attaque, le président Aguilar publie le 3 novembre un décret autorisant tous les habitants du Salvador à s'armer et à tuer tout parti séditieux présent sur le territoire. Il propose aussi la protection du gouvernement aux populations menacées, dont il exclut tous ceux qui se sont engagés dans un groupe factieux ; il décrète que ces personnes seront jugées militairement dans les 48 heures, comme en temps de guerre, et que les condamnés seront exécutés, considérés comme des ennemis du Salvador. Le 25 novembre, Francisco Malespín meurt à San Fernando. Le 5 décembre, Ignacio Malespín et certains de ses complices sont abattus.
Après les événements de novembre, le pouvoir se concentre sur le développement de l'agriculture et renouvelle ses fonctionnaires. Certains projets visant à améliorer le secteur financier s’élaborent et l’augmentation du nombre d’écoles élémentaires se poursuit.
Des élections des deux chambres ont lieu dans l'ensemble de l'État. Le 3 février 1847, l'Assemblée générale est mise en place.
Elle ratifie, le 28 mars 1847, le traité de commerce entre les États du Salvador et du Honduras signé à Comayagua le 5 mars 1847 par Manuel Rafael Reyes, commissaire pour le Salvador et Coronado Chavez, pour le Honduras.
Le 9 avril, conformément à un décret du 26 mars, le président Aguilar, accompagné du ministre des Finances et de la Guerre, quitte la capitale pour se rendre dans les départements de Sonsonate et de Cuscatlán. Lors de sa visite, il achète mille fusils pour augmenter le dépôt d'armes de la capitale. L'organisation de 10 000 miliciens est actée. Il rentre à la capitale le 17 mai.
Le 14 décembre, l'ancien président de la République fédérale d'Amérique centrale, Manuel José Arce y Fagoaga, est décédé. Le président Aguilar assiste à ses funérailles, accompagné de ses ministres et d’autres fonctionnaires .
Il cède la présidence le 1er février 1848 à Tomás Medina Menéndez.

## Après sa présidence
Peu de temps après sa présidence, il devient professeur de philosophie à l'université.
Après avoir été élu député propriétaire du district du canton du Nord de San Salvador, il est élu président du conseil préparatoire de la Chambre des députés mise en place le 19 janvier 1849, avec son secrétaire José Ángel Quirós, le vice-propriétaire Alejo et le secrétaire général José Miguel Montoya, vice-propriétaire du district de Chinameca . Les chambres législatives sont établies à l'occasion d'une assemblée générale présidée par Eugenio Aguilar le 3 février commencent leurs sessions le 5 février. Le jour de l'ouverture des séances, Eugenio Aguilar a contesté le président Doroteo Vasconcelos dans un discours. Les séances se sont terminées le 22 mars avec un discours d'Eugenio Aguilar suivi d'une réponse du nouveau président.
Le 3 juin 1851, lors d'une épidémie de rougeole, il est nommé, avec Manuel Gallardo, pour traiter les malades pauvres qui n'avaient pas les moyens de payer un médecin. Il recevait un salaire de 60 pesos par mois.
Le 27 février 1854, avec les universitaires Gregorio Arbizú et Pablo Buitrago, il est membre d'une commission de l'université chargée de féliciter le président José María San Martín. Lors du tremblement de terre du 16 avril, sa maison a été gravement endommagée, et les tremblements suivants l'ont détruite.
Dans le Journal officiel du 4 août 1862, il est annoncé qu'un assortiment complet de médicaments lui avait été envoyé de Paris pour renouveler sa pharmacie de San Salvador.
Sous le régime de Barrios, il contraint de s'exiler au Honduras et au Guatemala, où il soutient le mouvement de restauration de Francisco Dueñas, qu'il soutient publiquement en août 1863.
De retour dans le pays, il quitte ses fonctions dans le domaine médicale en 1867 et se retire de la vie publique. Il fait des études théologiques sous la direction de Miguel Tomás Pineda y Saldaña au Collège tridentin de Santa Tecla, fondé le 2 septembre 1858. Il a été ordonné par Manuel de Ulloa dans l'église de San Francisco à León, Nicaragua le 18 décembre 1870. De retour au Salvador, il a prié et effectué ses premières messes le 10 janvier 1871 à l'église de La Concepción à Santa Tecla, et à La Merced, à San Salvador. Il prend sa retraite en tant que professeur en 1871.

## Décès
Dans les derniers jours de sa vie, il est entouré de ses huit enfants, sollicitant particulièrement ses deux filles. Il meurt dans l'après-midi du 23 avril 1879 d'une maladie, à l'âge de 74 ans.
Les obsèques, auxquelles assiste sa famille, ont lieu le 24 avril dans la nef principale de la cathédrale.
Le juriste Pablo Buitrago lui rend hommage à la demande du Conseil supérieur de l'université.